# Park So-yeon
Park So-yeon (hangul: 박소연), även känd under artistnamnet Soyeon, född 5 oktober 1987 i Andong, är en sydkoreansk sångerska och skådespelare.
Hon har varit medlem i den sydkoreanska tjejgruppen T-ara sedan gruppen debuterade 2009.

## Diskografi

### Singlar
| År   | Titel                                                                       | Topplacering          |
| År   | Titel                                                                       | Sydkorea (Gaon Chart) |
| ---- | --------------------------------------------------------------------------- | --------------------- |
| 2011 | "Song For You" (med Ahn Young-min)                                          | —                     |
| 2012 | "I Know" (av Yangpa, med Lee Bo-ram)                                        | —                     |
| 2013 | "Painkiller" (med Yoojin, Eunkyo, Taewoon & Sungmin)                        | 11                    |
| 2015 | "Don't Forget Me" (med Eunjung, Minkyung, Seunghee, Jongkook, Sejun & KI-O) | —                     |

### Soundtrack
| År   | Titel                                      | Topplacering          | Serie                     |
| År   | Titel                                      | Sydkorea (Gaon Chart) | Serie                     |
| ---- | ------------------------------------------ | --------------------- | ------------------------- |
| 2010 | "Page One (Part 2)" (med Ock Joo-hyun)     | —                     | Coffee House              |
| 2010 | "What Should We Finish?"                   | —                     | Death Bell 2: Bloody Camp |
| 2011 | "Until the End" (med Lee Bo-ram)           | —                     | Ghastly                   |
| 2011 | "Page One" (med Ock Joo-hyun & Kim Jin-ho) | 25                    | Coffee House              |

## Filmografi

### Film
| År   | Titel   | Roll      |
| ---- | ------- | --------- |
| 2011 | Ghastly | cameoroll |

### TV-drama
| År   | Titel                             | Kanal     | Roll          |
| ---- | --------------------------------- | --------- | ------------- |
| 2010 | Giant                             | SBS       | cameoroll     |
| 2010 | Master of Study                   | KBS2      | cameoroll     |
| 2012 | Haeundae Lovers                   | KBS2      | Lee Gwan-soon |
| 2015 | Sweet Temptation (Baby Good Girl) | webbdrama | So-hee        |